# Ksar Tissergate
Ksar Tissergate (en arabe : قصر تيصرڭات) est un village fortifié dans la province de Zagora, région de Draa-Tafilalet au sud-est du Maroc .
Situé à 8 km au nord de Zagora, le ksar de Tissergate est à ce jour un des ksours les mieux conservés du sud marocain. Il abrite des familles, un riad, ainsi que le Musée des Arts et Traditions de la vallée du Draa.

## Galerie photo

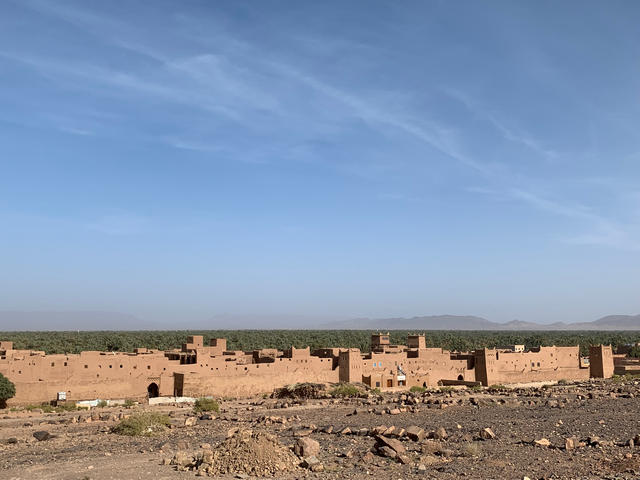
Ksar Tissergate - Zagora - Maroc

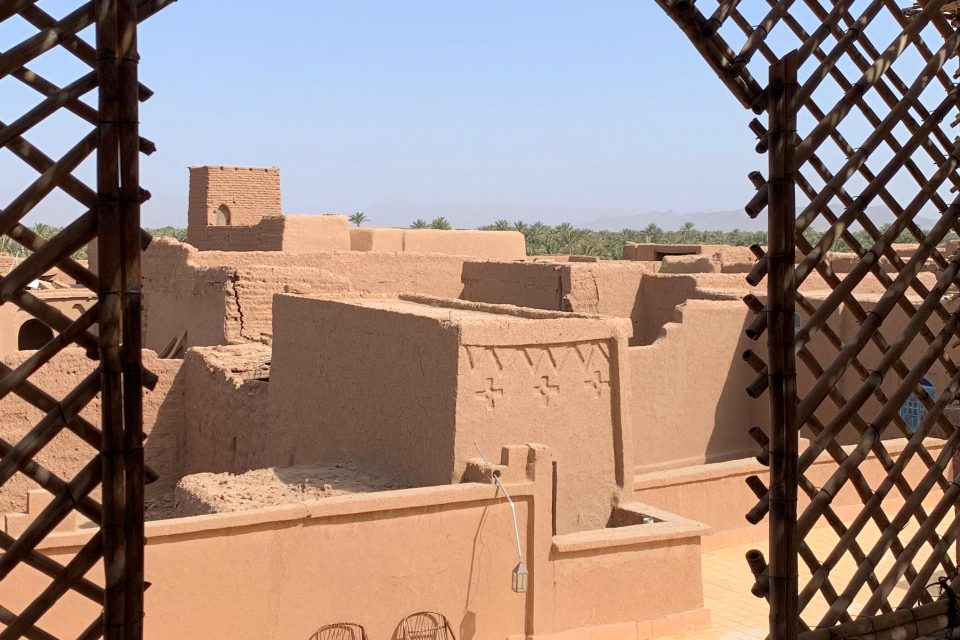
Ksar Tissergate - Zagora - Maroc

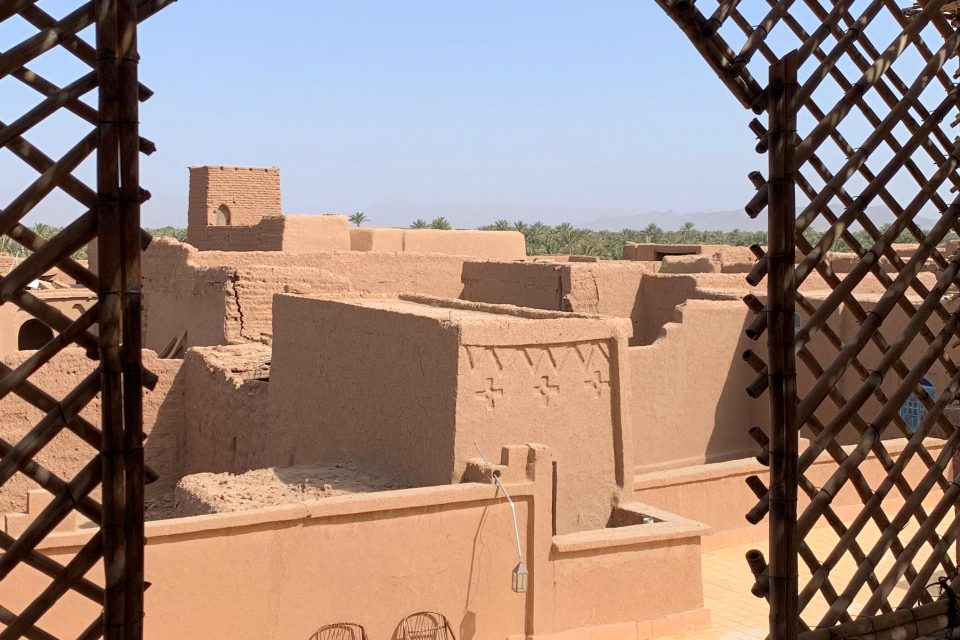
Ksar Tissergate - Zagora - Maroc
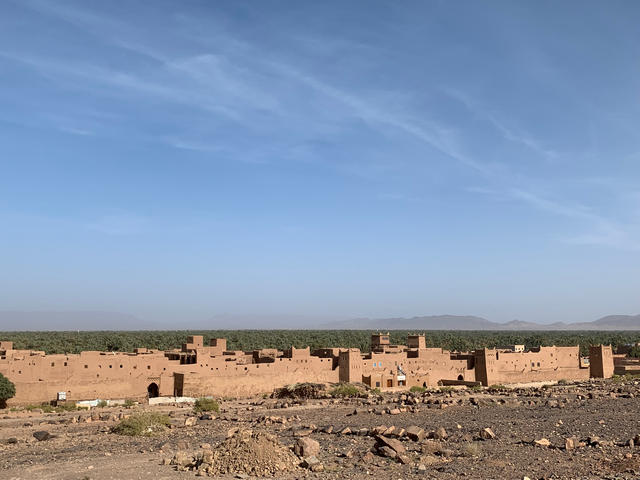
Ksar Tissergate - Zagora - Maroc